# John Jerry
John Jerry (Memphis, 14 giugno 1986) è un giocatore di football americano statunitense che gioca nel ruolo di offensive tackle pnella National Football League (NFL). Fu scelto nel corso del terzo giro (73º assoluto) del Draft NFL 2010 dai Miami Dolphins. Al college ha giocato a football all'Università del Mississippi.

## Carriera

### Miami Dolphins
Jerry fu scelto nel corso del terzo giro del Draft NFL 2010 dai Miami Dolphins. Nella sua stagione da rookie disputò 12 partite, di cui 10 come titolare. Nel 2011, Jerry disputò solamente 3 gare come titolare su 13 apparizioni, mentre nell'annata successiva divenne stabilmente il titolare dei Dolphins venendo schierato dall'inizio in tutte le 16 gare della stagione regolare.

### New York Giants
Il 21 marzo 2014, Jerry firmò un contratto annuale del valore di 770.000 dollari con i New York Giants.

## Palmarès
- PFWA All-Rookie Team - 2010